# أليكسي فيرمولين
أليكسي فيرمولين (بالإنجليزية: Alexey Vermeulen) هو دراج أمريكي، ولد في 16 ديسمبر 1994 في ممفيس في الولايات المتحدة.

## وصلات خارجية
- أليكسي فيرمولين على موقع الاتحاد الدولي للدراجات (الإنجليزية)
- أليكسي فيرمولين على موقع أرشيف الدراجات (الإنجليزية)
- أليكسي فيرمولين على موقع إحصائيات الدراجات الإحترافية (الإنجليزية)
- أليكسي فيرمولين على موقع نسبة الدراجات (الإنجليزية)
- أليكسي فيرمولين على موقع CycleBase (الإنجليزية)